# Середній стиль
Середній стиль — один з трьох традиційних стилів («слогів»), що теоретично розроблялися і практично функціонували (зокрема, в Україні) у XVII—XVIII століттях.
Його властивості розкривалися у зіставленні з високим стилем і низьким стилем, отже, у трихотомічній класифікації він був ніби своєрідною проміжною ланкою.
За теорією трьох стилів, середній стиль передбачав емоційно спокійний, помірноприкрашувальний виклад, присвячений менш важливим предметам і темам, ніж у високому стилі.
Слова і стилістичні фігури в ньому більшменш прямо співвідносилися з реаліями і поняттями середнього рівня.
З високого стилю запозичувалися так звані прикрашувальні мовні засоби, з низького — прості, звичайні.
Перевага надавалася частковим метафорам, не надто вишуканим судженням тощо.
Середній стиль спирався на живу народну українську мову, особливо її лексику й фразеологію, менше — на її фонетичні й граматичні форми, оскільки останні регламентувалися працею «Грамматіки славенскиѧ правилноє Сѵнтаґма» Мелетія Смотрицького.
Проте книжно-традиційні раритети (форми аориста й імперфекта, давальний самостійний, речення з одним запереченням та інші) у ньому фіксуються рідко. Середнім стилем писалися численні віршовані твори XVII — XVIII ст. (елегії, еклоги, оди, епіграми, дифірамби) Мелетія Смотрицького, Софронія Почаського, Івана Величковського та інших, ораторська проза (казання Варлаама Ясинського), повісті та легенди (рукописні збірки Пилипа Феодоровича, Стефана Теслевцьового, Іллі Яремецького-Білахевича). Давня традиція відносила до прози також історичні, мемуарні, філософські, наукові твори: хронографи, літописи Самовидця, літопис Самійла Величка, подорожні нотатки Івана Вишенського, діаріуші Якова Марковича, Миколи Ханенка, діалоги і слова Теофана Прокоповича, текст «Граматики музикальної» Миколи Дилецького тощо.
За структурно-типологічними особливостями до середнього стилю наближається мова практично всіх українських ділових текстів XVII—XVIII ст.
В кінці XVIII ст. середній стиль почасти занепадає, почасти стає основою для розвитку нових структурно-функціональних стилів і жанрів української літературної мови. Історично він мав відіграти вирішальну роль у наступності традицій старої і нової української літературної мови, проте виконав її неповною мірою: цьому завадили умови важкого національного, соціальноекономічного, політичного, і культурного гніту, в яких формувалася національна літературна мова українського народу.